# Guarinisuchus
 (août 2017).
Si vous disposez d'ouvrages ou d'articles de référence ou si vous connaissez des sites web de qualité traitant du thème abordé ici, merci de compléter l'article en donnant les références utiles à sa vérifiabilité et en les liant à la section « Notes et références ».
Genre
Espèce
Guarinisuchus est un  genre éteint de Dyrosauridae de la formation de Maria Farinha (d), dans le Nord-Est du Brésil, ayant vécu au Paléocène, il y a environ 62 Ma. Sa seule espèce connue est Guarinisuchus munizi qui mesurait 3 mètres de long.
Guarinisuchus semble être étroitement lié aux crocodylomorphes marins trouvés en Afrique, ce qui conforte l'hypothèse selon laquelle le groupe serait originaire d'Afrique et aurait migré en Amérique du Sud avant d'atteindre les eaux au large des côtes nord-américaines.

## Systématique
Le genre Guarinisuchus et l'espèce Guarinisuchus munizi ont été décrits en 2008 par les paléontologues brésiliens José Antonio Barbosa (d), Alexander Wilhelm Armin Kellner et Maria Somália Sales Viana (d).

## Étymologie
Le nom du genre Guarinisuchus est la combinaison du terme Guarini en langue tupi signifiant « guerrier » et du terme grec ancien σοῦχος Soũkhos, « crocodile ».
Son épithète spécifique, munizi, lui a été donnée en l'honneur de Geraldo da Costa Barros Muniz, pionnier dans l'étude paléontologique du bassin du Paraíba.

## Publication originale
- (en) José Antonio Barbosa, Alexander Wilhelm Armin Kellner et Maria Somália Sales Viana, « New dyrosaurid crocodylomorph and evidences for faunal turnover at the K-P transition in Brazil », Proceedings of the Royal Society B, Royal Society, vol. 275, no 1641,‎ 22 juin 2008, p. 1385-1391 (ISSN 0962-8452 et 1471-2954, PMID 18364311, PMCID 2602706, DOI 10.1098/RSPB.2008.0110, lire en ligne).